# Dobré ráno, Vietname
Dobré ráno, Vietname (v anglickém originále Good Morning, Vietnam) je americká filmová komedie z roku 1987. Režisérem filmu je Barry Levinson. Hlavní role ve filmu ztvárnili Robin Williams, Forest Whitaker, Tung Thanh Tran, Chintara Sukapatana a Bruno Kirby.

## Ocenění
Robin Williams získal za svou roli v tomto filmu Zlatý glóbus a byl nominován i na Oscara a cenu BAFTA. Film byl na cenu BAFTA nominován i v kategorii nejlepší zvuk.

## Obsazení
| Robin Williams      | Adrian Cronauer            |
| Forest Whitaker     | Edward Montesquieu Garlick |
| Tung Thanh Tran     | Phan Duc To                |
| Chintara Sukapatana | Trinh                      |
| Bruno Kirby         | Steven Hauk                |
| Robert Wuhl         | Marty Lee Dreiwitz         |
| J. T. Walsh         | Phillip Dickerson          |
| Noble Willingham    | Taylor                     |
| Richard Portnow     | Dan Levitan                |